# Pålægschokolade

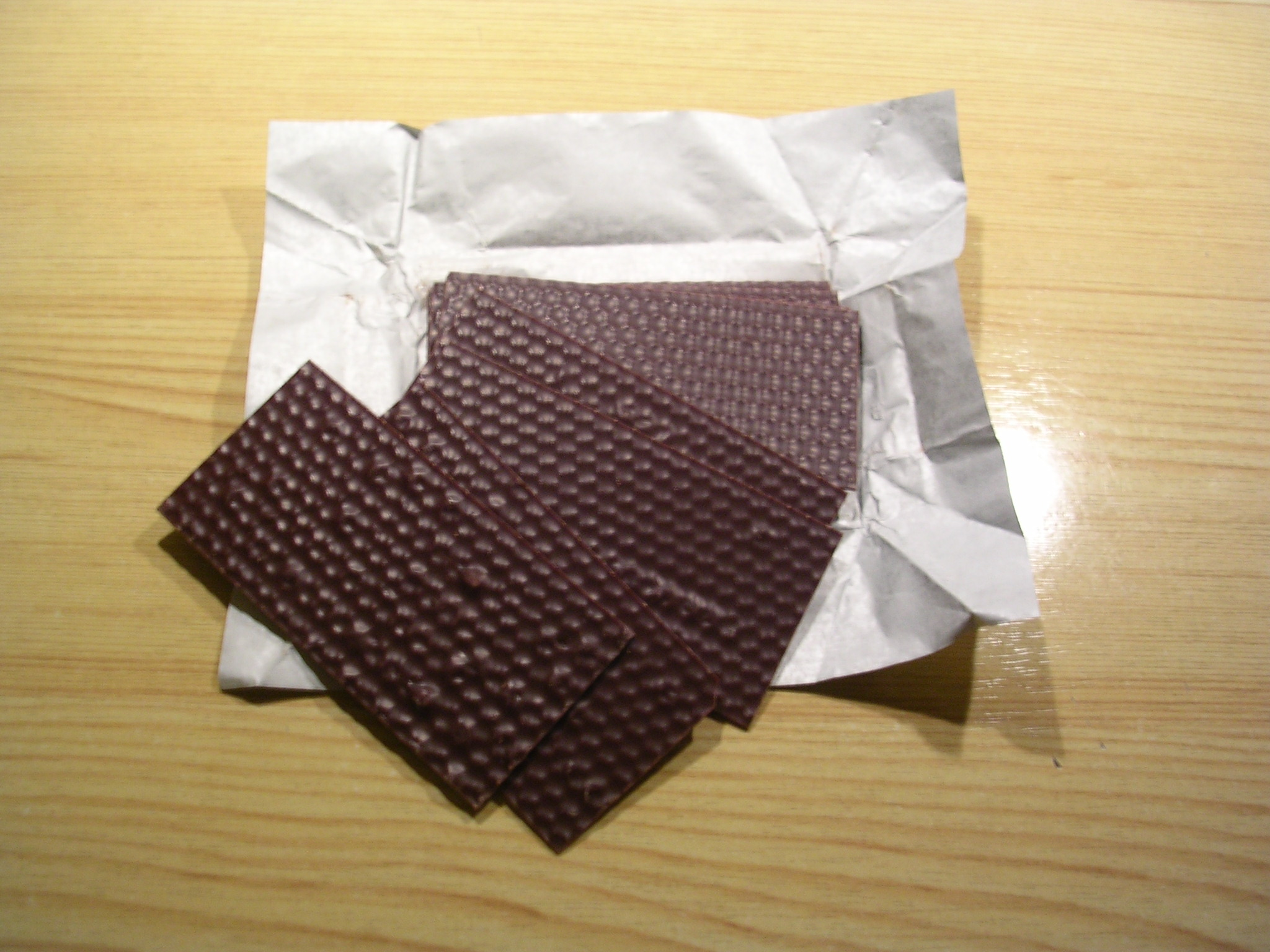
Pålægschokolade von Toms

Pålægschokolade ist ein dänischer Brotbelag (dänisch pålæg), der aus sehr dünnen Schokoladenscheiben besteht. Den größten Marktanteil hat Milchschokolade, gefolgt von Zartbitterschokolade, selten ist Weiße Schokolade. In Dänemark ist Pålægschokolade bei Kindern der beliebteste Brotbelag. Der Pro-Kopf-Verbrauch aller Altersgruppen beläuft sich auf zwei Kilogramm jährlich.
Seit den 2010er Jahren gibt es auf dem dänischen Markt auch eine Bio-Version. Verspeist wird diese Spezialität meistens zum Frühstück und in der Frühstückspause.